# ماهی خمسی دریاچه تانگانیکا
ماهی خمسی دریاچه تانگانیکا (نام علمی: Stolothrissa tanganicae) نام یک گونه از تیره شگ‌ماهیان است.